# Vanessa Taylor
Vanessa Taylor là một nhà biên kịch và nhà sản xuất truyền hình.

## Sự nghiệp
Các bộ phim truyền hình cô tham gia bao gồm Game of Thrones, Gideon's Crossing, Alias (được thuê bởi J.J. Abrams), Everwood (được thuê bởi Greg Berlanti), Tell Me You Love Me, và Cupid. Cô cũng đồng sáng tạo nên Jack & Bobby.
Taylor biên kịch Hope Springs, một bộ phim năm 2012 được đạo diễn bởi David Frankel, cùng với Meryl Streep, Tommy Lee Jones, và Steve Carell.
Cô cũng đồng biên kịch phần kịch bản cho bộ phim hành động giả tưởng năm 2014 Divergent.

## Giải thưởng và đề cử
Cô được đề cử cho giải Primetime Emmy (Phim Truyền hình Nổi bật) năm 2012, và giải WGA Award—TV (Phim Truyền hình) năm 2013, cả hai đều cho Game of Thrones. Cô cũng được đề cử cho giải WIN Outstanding Writer Award (Phim Điện ảnh hoặc Chương trình Nổi bật được Biên kịch bởi một Phụ nữ) năm 2012 cho Hope Springs.